# Stade Toulousain
Lo Stade Toulousain è un club polisportivo francese di Tolosa, la cui sezione più nota e prestigiosa è quella di rugby a 15.
Il club, fondato nel 1907, è il più titolato di Francia e d'Europa in quanto detiene il record di 24 titoli nazionali e di 6 Heineken Cup, oltre a 4 Coppe di Francia.
La squadra disputa i suoi incontri interni allo stadio Ernest-Wallon (19.500 posti).
Dal 2015 l'allenatore è Ugo Mola che ha preso il posto di Guy Novès, allenatore delle precedenti 22 stagioni del club, e passato all'incarico di C.T. della Francia.

## Storia

### Fondazione
Prima del 1907 a Tolosa si giocava a rugby solo nelle scuole e nelle università. Nel 1893, degli studenti del "Lycée de Toulouse" si riunirono nel "les Sans Soucis". Frequentando l'università gli stessi studenti fondarono "l'Olympique Toulousain", che divenne "Stade Olympien des Etudiants de Toulouse" (SOET) qualche anno dopo nel 1896. In quello stesso periodo, fu fondato "le Sport Atléthique Toulousain" (SAT) mentre degli studenti di veterinaria crearono "l'Union Sportive de l'Ecole Vétérinaire" (USEV). Le due realtà si fusero nel 1905 dando vita al "Véto-Sport". Infine nel 1907, fu fondato lo Stade Toulousain dall'unione tra il SOET e il Véto-Sport.

### Primi anni
Lo Stade Toulousain giocò la sua prima finale del campionato francese nel 1909 perdendo contro lo Stade Bordelais Université Club (17–0) a Tolosa. Nel 1912 vinse il primo titolo nazionale, dovendo aspettare il 1922 per vincere poi una seconda volta. Gli anni 20 del 1900 sono stati l'era d'oro del club, arrivarono in finale nel 21, sconfitti dal Perpignano. In seguito a tale sconfitta, la squadra conquistò il titolo nel 1922, 1923, 1924, 1926 e 1927.

### Dagli anni 30 ai 50
I decenni successivi furono relativamente tranquilli rispetto ad un'era così dominante come quella degli anni 20. Il club non arrivò ad alcuna finale negli anni 30, e sarebbe stato così fino ai tardi anni 40. È però da riconoscere la vittoria della Challenge Yves du Manoir contro il RC Tolone nel 1934. Il club arrivò in finale del campionato nel 1947 battendo l'Agen 10 a 3. Seguirono ben 22 anni di silenzio dopo i quali lo Stade Toulousain riuscì nuovamente ad arrivare in finale.

### Dagli anni 70 agli 80
Nel 1971 il Tolosa perse la Challenge Yves du Manoir contro il US Dax 18 a 8. Il club perse poi la finale di campionato del 1980 contro l'AS Béziers. La fine del decennio però, sembrò ripristinare la gloria del club dei lontani anni 20.Perdendo in finale della Challenge Yves del 1984 contro RC Narbonne 17 a 3. Tornarono a vincere un campionato nel 1985. La seguente stagione riuscirono a difendere il titolo e dopo una serie di sconfitte in finale della Challenge Yves du Manoir, il Tolosa vinse la competizione del 1988, nonché il campionato l'anno seguente.

### Dagli anni 90 ad oggi
Dal 1990 il club perse una gran finale nel 1991 aggiudicandosi però una doppia vittoria nel 1993. A metà degli anni 90 lo Stade Toulousain tornò a dominare il panorama francese, ottenendo 4 titoli nazionali consecutivi nel 1994, 1995, 1996 e 1997, oltre alla Challenge Yves du Manoir del 1995.
Nella stagione inaugurale (95-96) il club divenne la prima squadra a vincere la massima competizione europea, l'Heineken Champions Cup.
Il club vinse la Challenge Yves du Manoir nel 1998, i campionati del 1999 e del 2001, perdendo in finale nel 2003. Lo Stade Toulousain replicò il successo Europeo nella stagione 2002–03 e nella 2004–05. Perdendo la finale del campionato francese del 2006, posero fine ai 7 anni di insuccessi battendo ASM Clermont Auvergne nel 2008. Nel 2008 persero la finale di Heineken Cup contro Munster, per poi avere successo 2 anni dopo contro Biarritz a Parigi diventando il primo club ad ottenere quattro titoli europei. Lo Stade Toulousain è inoltre l'unica squadra francese ad aver partecipato ad ogni edizione della massima coppa europea.
Vinti i campionati nazionali 2011 e 2012, passarono altri 7 anni prima di vincerne un altro. Proprio nel 2019 infatti il club conquistò il titolo francese per la ventesima volta. Nella stagione 2019-2020 il club arrivò settimo e, conseguentemente, non riuscì a qualificarsi per i play off del campionato nazionale.
La stagione successiva invece, lo Stade Toulousain riuscì nell'impresa di realizzare il secondo "double" della sua storia battendo La Rochelle sia nella finale di Heineken Champions Cup, giocata a Twickenham che nella finale nazionale.  
Nella stagione 2021-2022, il club raggiunse la semifinale sia a livello nazionale che europeo. Nella stagione 2022-2023 lo Stade Toulousain vinse il titolo nazionale a spese dei rivali del La Rochelle mentre in Heineken Champions Cup raggiunse la semifinale contro il Leinster.  

Il 2023-2024 è stata una delle stagioni sportive migliori del club avendo realizzato il terzo "double" (Campione d'Europa-Campione nazionale) della sua storia (record europeo), dopo quelli del 1995-1996 e del 2020-2021. Al 2024 è il club che ha vinto il maggior numero di titoli europei e nazionali.

## Colori e simboli
Sin dalla sua fondazione nel 1907, lo Stade Toulousain è stato in linea con la storia della città.
Il logo: Prima di rimandare al nome dello Stade toulousain, le lettere ST intrecciate si riferivano a San Tommaso D'Aquino, le quali ossa si trovano attualmente nella chiesa dei Giacobini a Tolosa dal quattordicesimo secolo. Tuttavia, è nella Basilica di Saint-Sernin che risiede il legame con lo Stade toulousain. Dopo la rivoluzione francese infatti, è lì che le reliquie di San Tommaso D'Aquino sono state portate per quasi due secoli. Il pavimento della cappella rende omaggio a questo passaggio con un monogramma di una S e una T intrecciate, divenendo ispirazione per il logo del club.

## Palmarès
- Champions Cup: 6
1995-96, 2002-03, 2004-05, 2009-10, 2020-21, 2023-24
- Campionati francesi: 24
1911-12, 1921-22, 1922-23, 1923-24, 1925-26, 1926-27, 1946-47, 1984-85, 1985-86, 1988-89,1993-94, 1994-95, 1995-96, 1996-97, 1998-99, 2000-01, 2007-08, 2010-11, 2011-12, 2018-19, 2020-21, 2022-23, 2023-24, 2024-25.
- Coppe di Francia: 4
1946, 1947, 1984, 1998
- Challenge Yves du Manoir:
1934, 1988, 1993, 1995
- Coupe de l'Espérance:
1916